# Гриневичи (Минская область)
Гриневичи (бел. Грыневічы) — деревня в Логойском районе Минской области Белоруссии. Входит в состав Крайского сельсовета.
Деревня Гриневичи расположена в 2 километрах к юго-востоку от агрогородка Крайск.
Деревня Гриневичи впервые упоминается в инвентаре имения Крайска в 1590 году как собственность Ядвиги Носиловской, а далее её сына Яна Остика (отец Григорий Остикович). В 1593 году возный Минского повета Войцех Станиславов Кгезкгайло сделал инвентарь части имения Крайского, принадлежащего Яну Остику. Далее Гриневичи и другие части имения Крайского были куплены Ярошем Волчеком, который был женат на Марине Мамоничевой  (отец Лука Мамонич -Братья Мамоничи). После его смерти именно она получила Гриневичи в собственность. Далее ее дети продали Гриневичи и другие части имения Крайского Минским базылианкам. В 1796 году Гриневичи относятся к Минскому наместничеству, Докшицкого уезда, Крайской волости. По ревизским сказкам 1795 года Гриневичи принадлежали монахиням Минского базылианского монастыря (греко-католики). После запрещения деятельности ордена перешли в собственность Российской империи.
До 1842 года деревня относиться к Минской губернии, Вилейского уезда, Крайской волости. А с 1842 года — к Виленской губернии, Вилейского уезда, Крайской волости. В 1905 году Гриневичи состояли из имения Таразевичей (280 десятин пахотной земли и 19 жителей) и деревни (481 десяти пахотной земли и 424 жителя). в 1917 году в имении Гриневичи было 3 двора и 33 жителя, а в деревне — 61 двор и 341 житель.
С 20.08.1924 года деревня Гриневичи в Крайском сельсовете, Плещаницкого района, Борисовского округа. С 20.02.1938 года — Минской области. В 1926 году в деревни Гриневичи было 65 дворов и 324 жителя. в 1930 году был создан колхоз «Звезда».
С 25.12.1962 года Гриневичи крайского сельсовета вошли в состав Логойского района. в 1969 году в деревне 81 двор и 276 жителей. 01.01.2003 — 37 дворов и 80 жителей

## Достопримечательности
Кладбище с разрушенной каплицей Таразевичей и заброшенное еврейское кладбище с могилами родителей Змитрока Бядули (Самуил Плавник) — белорусский советский писатель и поэт